# Michael Peter
Michael Peter   (Heidelberg, 7 de maig de 1949 - Leimen, 23 d'octubre de 1997) fou un jugador d'hoquei sobre herba alemany que va competir sota bandera de la República Federal Alemanya entre les dècades de 1960 i 1980.
El 1972 va prendre part en els Jocs Olímpics d'Estiu de Munic, on va guanyar la medalla d'or en la competició d'hoquei sobre herba. Quatre anys més tard, als Jocs de Montreal, fou cinquè en la mateixa competició. Es va perdre el Jocs de Moscou de 1980 pel boicot promogut pels Estats Units. El 1984, als Jocs de Los Angeles, va guanyar la medalla de plata en la competició d'hoquei sobre herba. En el seu palmarès també destaquen tres medalles al Campionat del Món, de plata el 1982 i de bronze el 1973 i 1975, així com tres medalles més al Campionat d'Europa, d'or el 1978, de plata el 1974 i de bronze el 1983. Entre 1969 i 1985 va disputar 262 partits amb la selecció alemanya.
A nivell de clubs va jugar al HC Heidelberg, amb qui va guanyar el campionat alemany de 1982, i de pista coberta de 1971.